# 欧洲E70公路
欧洲E70公路（E70）是欧洲的一条国际公路，由几段公路组成，起点为西班牙拉科鲁尼亚，经过法国、意大利、巴尔干半岛、土耳其，终点为格鲁吉亚波蒂，其中保加利亚的瓦尔纳到土耳其的萨姆松为轮渡路线。

## 沿途风景

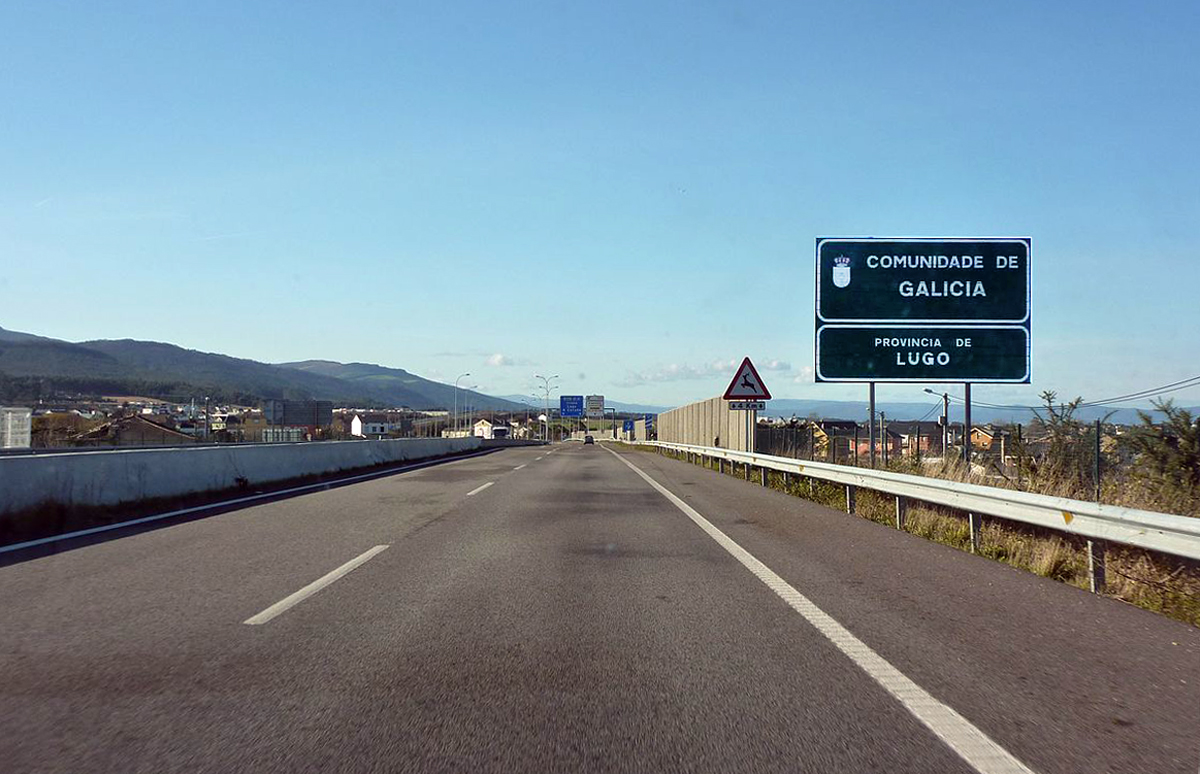
位于西班牙加利西亚的E70
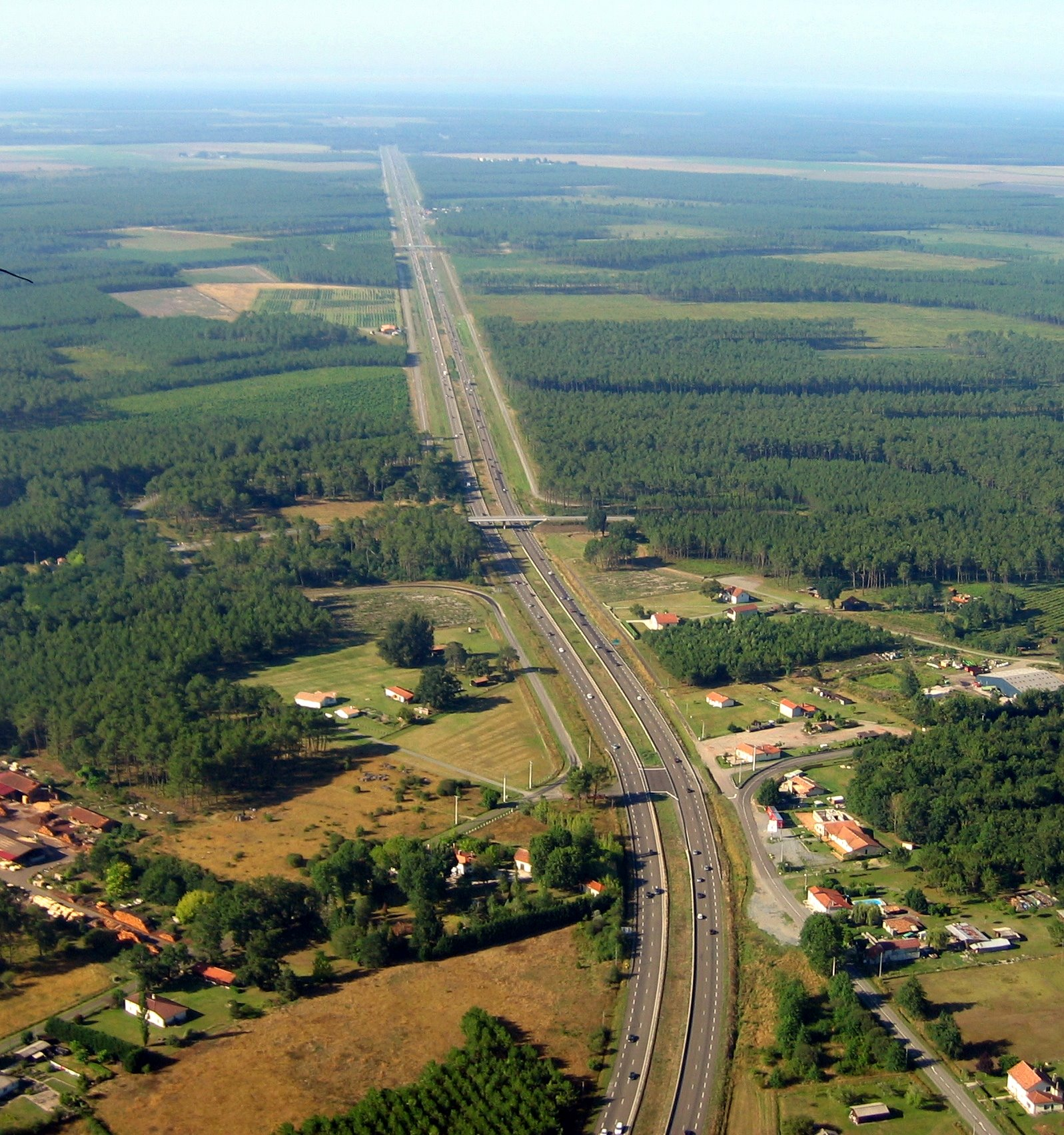
E70在法国朗德省北部
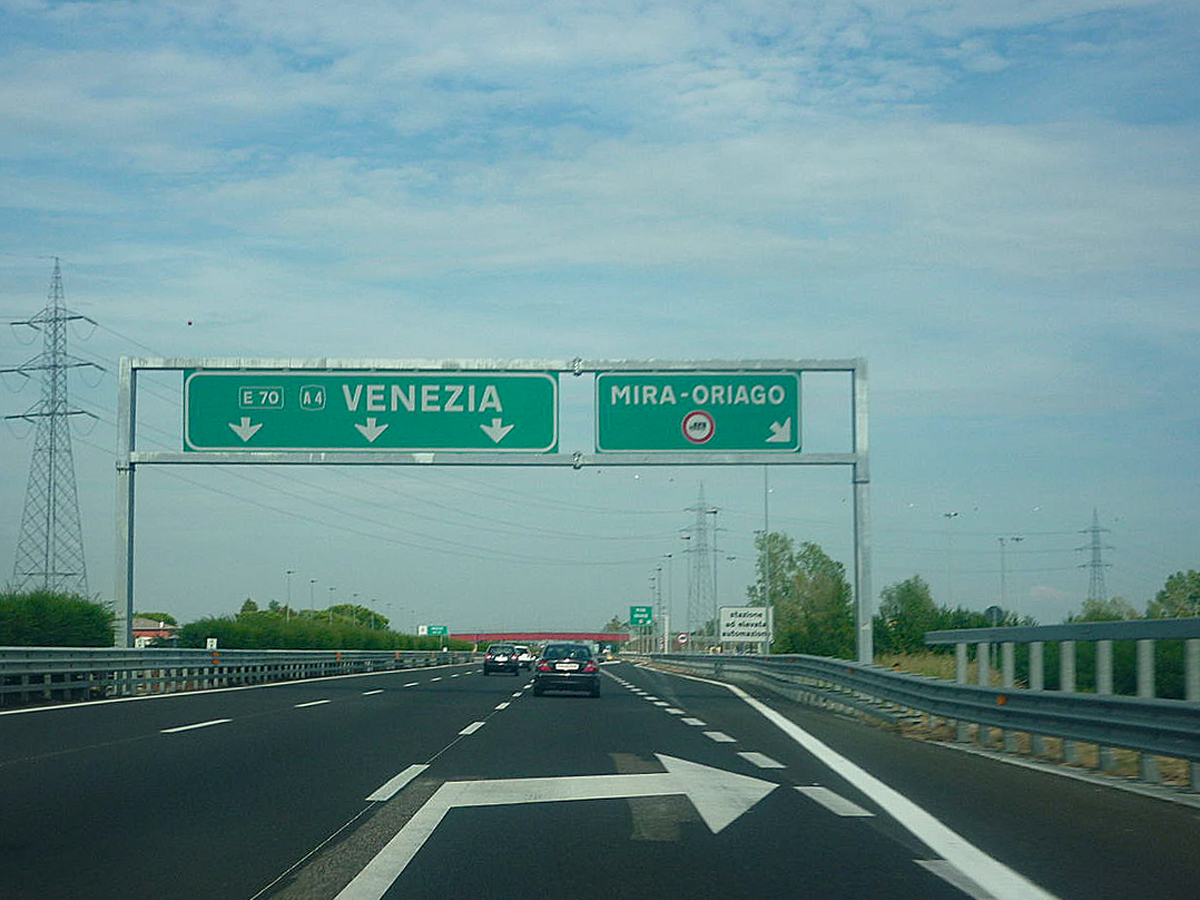
意大利梅斯特雷附近的E70